# Синий Трактор
Синий Трактор — российская мультипликационная вселенная и медиафраншиза, основной аудиторией которого являются дети дошкольного и раннего школьного возраста и их родители. Главные персонажи вселенной — Синий Трактор, котёнок Котэ, Кукутики, Профессор Кислых Щей и другие. Основные направления деятельности: YouTube — каналы, прокат мультсериалов в сторонние видеохостинги и сервисы, детские концерты, а также производство, продажа сопутствующей продукции. Производством контента занимается созданная Артуром Днепровским компании ООО «Биг Папа» и Big Papa LLC. Сериал создаётся с 19 мая 2014 года, имеет 2 сезона, 99 серий (2023). Режиссёр и продюсер сериала Артур Днепровский; композитор и автор песен — Артём Колпаков. Музыкальный проект рассчитан для детей от 0 до 4 лет.
Наиболее рейтинговый мультфильм сериала «Едет трактор» (с песней «По полям…»), вышедший в 2015 году, за пять лет (до 2021) посмотрели на YouTube 1,5 млрд раз. Сериал демонстрировался на российских детских телеканалах «Карусель» и «Мульт».

## Сюжет
Главным персонажем сериала является Синий Трактор — колёсный трактор синего цвета. Он поет песни, рассказывает истории. У Синего Трактора есть прицеп, на котором он возит грузы, животных.
В мультфильме другие тракторы, а также машинки, грузовики, строительная техника и другие герои рассказывают малышам познавательные истории: про цвета, как считать, как работают разные машины, как называются разные животные, какие у них привычки и особенности, какие звуки они издают, для чего существуют разные предприятия.
Среди главных персонажей сериала — Профессор Кислых Щей, своей внешностью напоминающий учёного-физика Альберта Эйнштейна.

## История
Идея мультипликационного проекта «Синий Трактор» у Артура Днепровского появилась в 2014 году, когда он думал над детским музыкальным проектом для YouTube. Сериал начал производиться в 2014 году. Первая песня, с которой начался проект, песня «Алфавит», появившаяся в 2014 году.
Название проекта «Синий Трактор» придумал Артур Днепровский, который выбирал название для канала из вариантов — «Красная машинка» или «Синий Трактор» (Артур из Новосибирска и в детстве часто катался на тракторе).
Серия с самой популярной песенкой сериала «По полям…» (серия «Едет трактор»), размещенная на YouTube-канале «Первый музыкальный канал для детей» 13 июня 2021 г., имеет на 23 сентября 2023 года 384 621 469 просмотров. «По полям…» — это первая песня, сделанная с героем сериала Синим Трактором, стала хитом, на который выпущены каверы, ее используют в телешоу, TikTok, Reels, Shorts.
По данным Sostav.ru, в 2021 году ролики «Синего Трактора» ежедневно собирали более 4 млн просмотров на YouTube.
Общее количество подписчиков проекта на видеохостинге YouTube по состоянию на август 2023 год превышает 6,2 млн, а совокупное количество просмотров — 4,7 млрд.
С 2019 года существует международное гастролирующее шоу «Синий Трактор», которое состоит из четырех трупп и основано на музыкальной составляющей мультфильма.
Обладателем исключительных прав на рисунок «Синий Трактор» является продюсер сериала А. Днепровский.
Тексты песен создают несколько поэтов.
По состоянию на сентябрь 2023 года снято 2 сезона; сезон 1 имеет 36 эпизодов, сезон 2 — 63 эпизода.

## Интеграции с брендами
У Синего Трактора имеются интеграции с такими брендами и компаниями, как: Colgate в музыкальном серии «Зубки», авиакомпанией «Победа» в ролике «Отправляемся в путешествие с Синим Трактором», «Газпромнефтью» в ролике «Заправка».
Оператор сотовой связи «Билайн» выбрал песню «По полям» для своей рекламной кампании, приуроченной к запуску тарифного плана. Музыка песни использовалась в проекте Камеди Клаб для создания сценки «Доклад наверх».

## Создатели
- Продюсер — Артур Днепровский
- Композитор — Артём Колпаков
- Исполнители — Артём Колпаков, Вероника Маликова, Агата Колпакова, София Опарина
- Художник-аниматор — Алексей Леон